# 椰子蝨蚜
椰子蝨蚜（学名：Cerataphis lataniae）为扁蚜科彫胸扁蚜屬下的一个种。